# Þingeyrakirkja
Þingeyrakirkja är en stenkyrka som ligger mellan de två sjöarna Hóp och Húnavatn i nordvästra delen av Island.

## Kyrkobyggnaden
Tidigare fanns på platsen en kyrka byggd av torv. Nuvarande stenkyrka tillkom på initiativ av alltingsledamoten Ásgeir Einarsson. Eftersom lämpligt byggnadsmaterial inte fanns i närheten lät Ásgeir frakta sten från Nesbjörg till kyrkplatsen under vintern 1864-1865. Stenarna fraktades på släde över den isbelagda sjön Hóp, en sträcka på åtta kilometer. Kyrkväggarna som är en meter tjocka byggdes av stenhuggaren Sverrir Runólfsson. 9 september 1877 invigdes kyrkan av prästen Eiríkur Briem från Steinnes. Inventarier från den gamla kyrkan flyttades över till den nya.
Kyrkan består av långhus med tresidigt kor i öster och torn i väster. Kyrkorummet täcks av ett blåmålat tunnvalv som är målat med 1000 gyllene stjärnor.
Vid kyrkan finns ett besökscentrum som heter Klausturstofa och är byggt av sten i samma stil som kyrkan. Namnet anspelar på det kloster (klaustur) som tidigare fanns på platsen. Þingeyraklaustur – på svenska "Tingöre kloster" – var under medeltiden fram till pesten 1402 ett ledande kulturcentrum på Island, där åtskilliga sagor har blivit präntade.

## Inventarier
- Äldsta inventarium är en altartavla gjord av alabaster som troligen är från 1300-talet.
- En silverbägare och en altarduk är från 1763.
- Predikstolen är av holländskt ursprung och skänkt till kyrkan 1696 av Lauritz Gottrup.
- En dopfunt är från slutet av 1600-talet.

## Bildgalleri

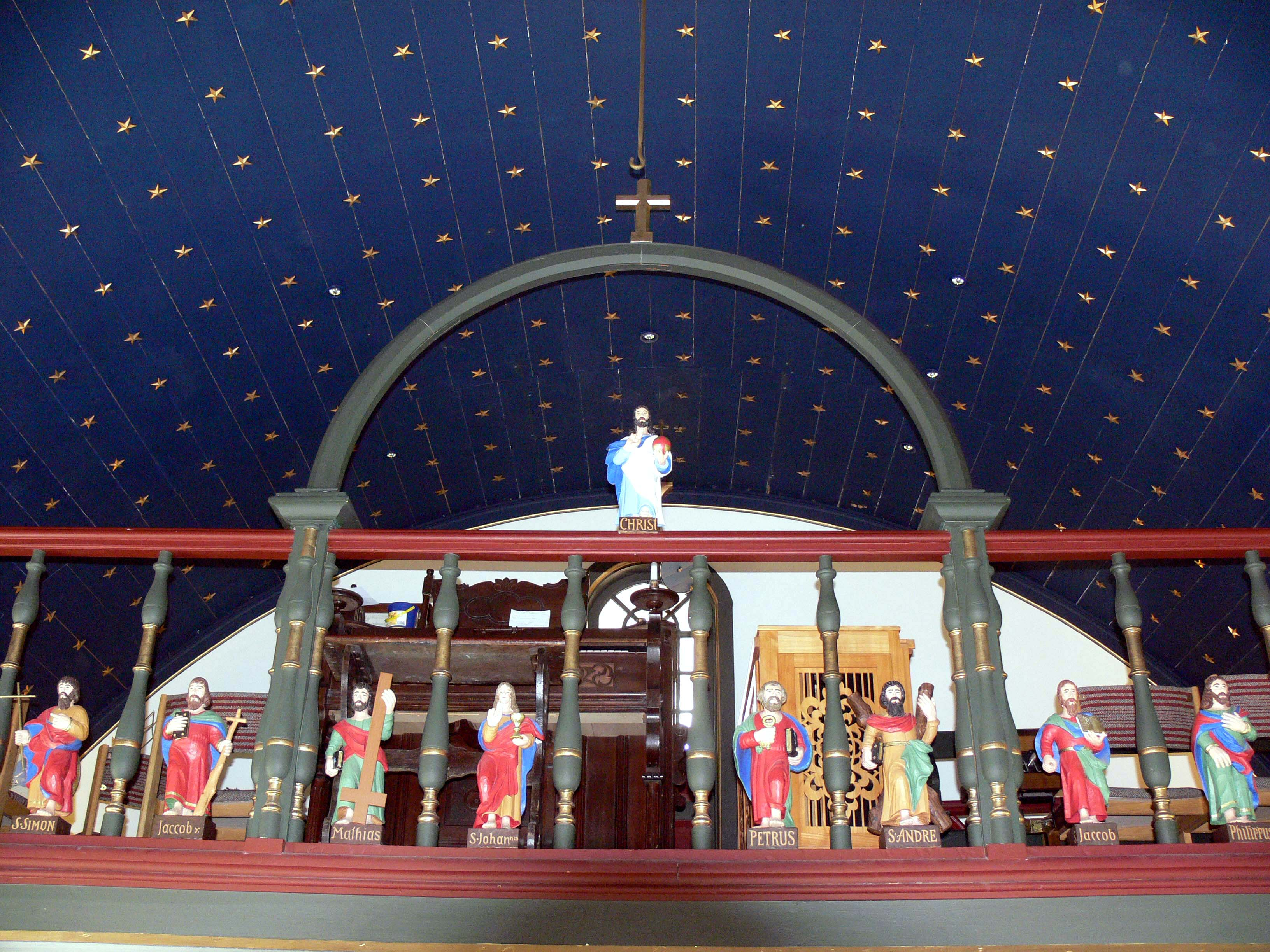
Del av interiör
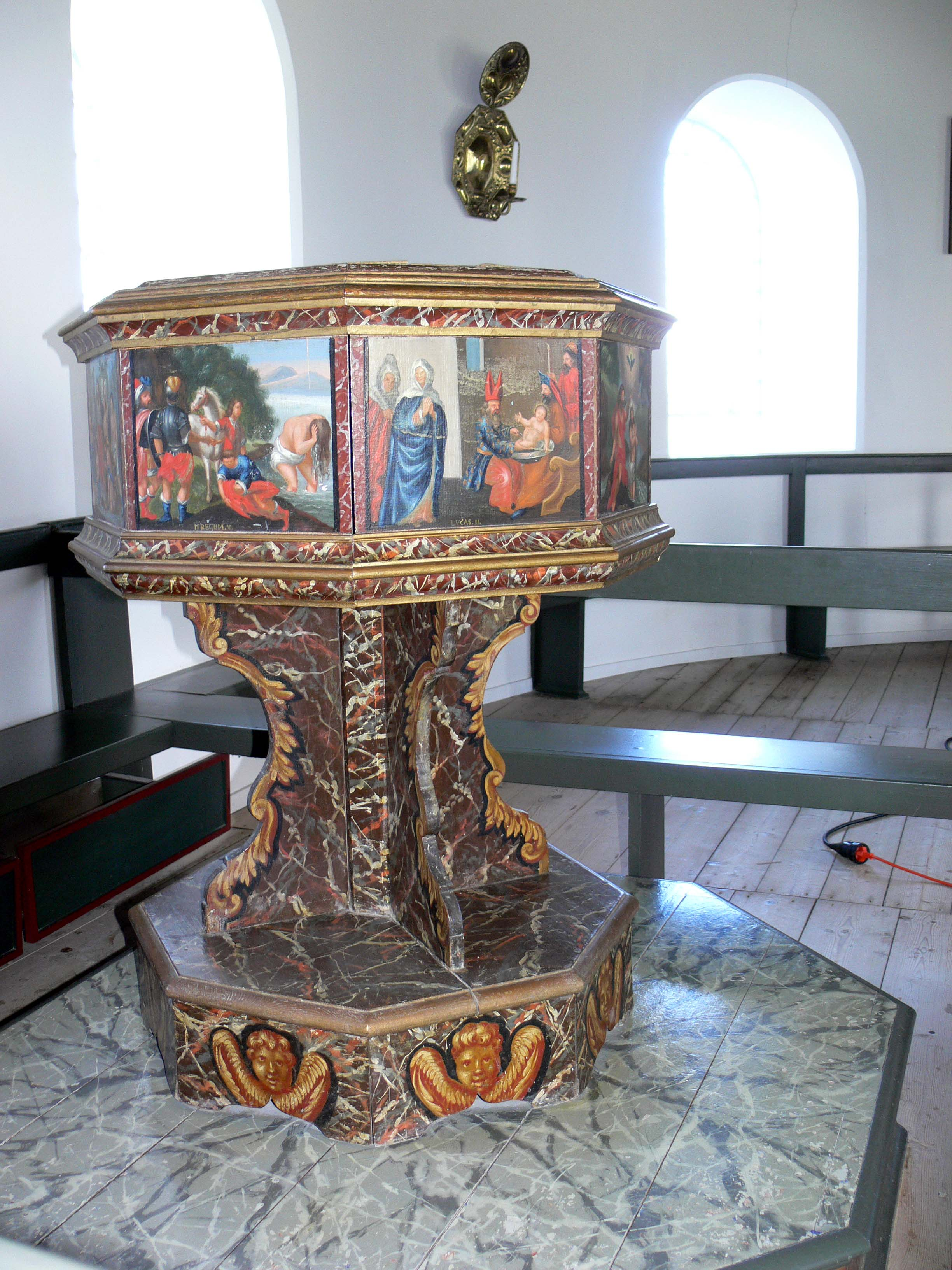
Dopfunt
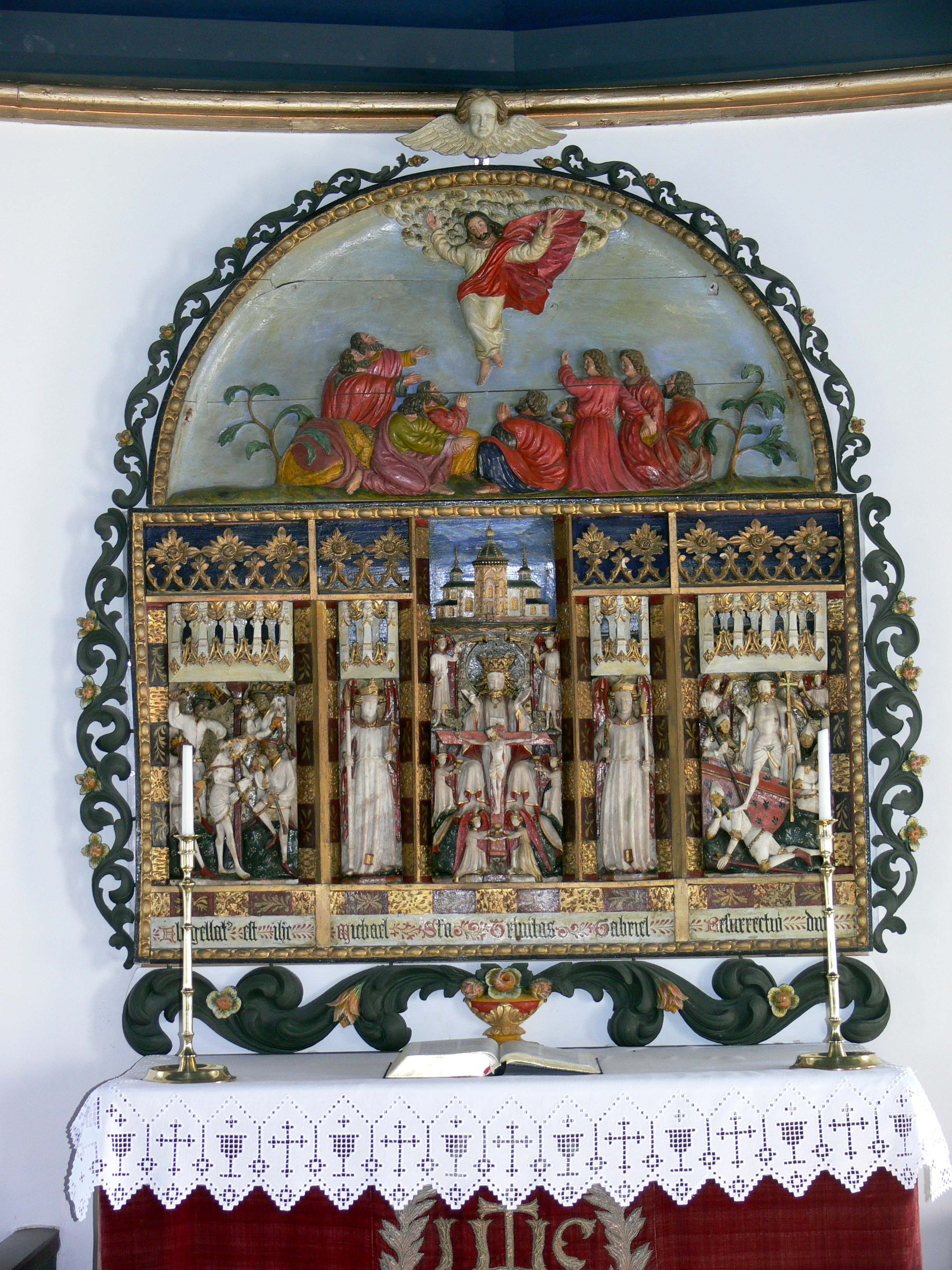
Altaruppsats